# 서정중학교
서정중학교(瑞靖中學校)는 대한민국 경기도 고양시 덕양구 행신동에 있는 공립 중학교이다.

## 학교 연혁
- 2007년 2월 16일 : 서정중학교 설립인가(24학급)
- 2009년 3월 1일 : 서정중학교 개교(6학급), 초대 안락규 교장 취임
- 2009년 3월 2일 : 제1회 입학식(130명)
- 2010년 2월 10일 : 제1회 졸업식(1학급 25명)
- 2010년 3월 1일 : 특수학급 신설 (1학급)
- 2019년 3월 1일 : 제4대 박종춘 교장 취임
- 2021년 1월 12일 : 제12회 졸업식(5학급 140명)
- 2021년 3월 2일 : 제13회 입학식(6학급 178명)

## 참고 자료
- 서정중학교 - 한국교육학술정보원 학교알리미